# توني مايرز
توني مايرز هي مونتيرة وكاتبة سيناريو ومخرجة كندية، ولدت في 29 سبتمبر 1943 في كندا، وتوفيت في 18 فبراير 2019 في تورونتو في كندا.

## وصلات خارجية
- توني مايرز على موقع IMDb (الإنجليزية)
- توني مايرز على موقع قاعدة بيانات الفيلم (الإنجليزية)